# Чемпионат России по регби 2007
Чемпионат России по регби 2007 года проводился с 1 апреля по 12 октября. Чемпионом в пятый раз стал клуб «ВВА-Подмосковье».

## Формат турнира
Турнир проводился в 2 этапа. На первом этапе 8 команд проводили однокруговой отборочный турнир. На втором этапе шесть лучших команд сформировали Суперлигу-2007 и играли в два круга с разъездами, с учётом бонусных очков, набранных на первом этапе.
Также в 2007 году проходил розыгрыш в Высшей лиге. Команды были разбиты на три региональные подгруппы: «Запад», «Юг» и «Восток». По итогам первого этапа в финал выходили 2 команды от зоны «Запад» и по 1 от зон «Юг» и «Восток». В зону «Запад» попал регбийный клуб «Пенза», который отказался играть в Суперлиге по финансовым причинам. По тем же причинам занявший второе место дубль «Славы» уступил свою путёвку в финал клубу «Фили».

## Участники
| «ВВА-Подмосковье» (Монино)  |
| «Енисей-СТМ» (Красноярск)   |
| «Красный Яр» (Красноярск)   |
| «Слава» (Москва)            |
| «Пенза» (Пенза)             |
| «Университет» (Чита)        |
| «Новокузнецк» (Новокузнецк) |
| «Юг» (Краснодар)            |

## Регламент
За победу во всех матчах Чемпионата России, кроме полуфинальных и финальных, команде начисляется 4 (четыре) очка, за ничью — 2 (два) очка, за поражение — 1 (одно) очко. В случае неявки команды на игру, ей засчитывается поражение со счётом 0:30 и турнирные очки не начисляются.
При подведении итогов первого этапа Чемпионата в случае равенства очков у двух и более команд в группе преимущество получает:
- команда, одержавшая победу в личной встрече между этими командами;
- при ничейном результате — команда, сделавшая большее число попыток в личной встрече между этими командами;
- при равенстве попыток — команда, сделавшая большее число попыток во всех играх первого этапа Чемпионата;
- при равенстве общего числа попыток во всех играх первого этапа Чемпионата — команда, набравшая большее количество игровых очков во всех играх первого этапа Чемпионата;
- при равенстве общего количества игровых очков в играх первого этапа Чемпионата — команда, имеющая меньшее количество удалённых игроков (красная карточка) во всех играх первого этапа Чемпионата;
- при равенстве удалённых игроков — преимущество определяется жребием.

## Первый этап
| Команда         | И | В | Н | П | РИО     | О  | Бонус |
| --------------- | - | - | - | - | ------- | -- | ----- |
| ВВА-Подмосковье | 7 | 7 | 0 | 0 | 290-69  | 28 | 5     |
| Енисей-СТМ      | 7 | 6 | 0 | 1 | 285-64  | 25 | 4     |
| Красный Яр      | 7 | 4 | 1 | 2 | 319-107 | 20 | 2     |
| Слава           | 7 | 4 | 1 | 2 | 317-128 | 20 | 2     |
| РК Пенза        | 7 | 3 | 0 | 4 | 150-186 | 16 | -     |
| Университет     | 7 | 2 | 0 | 5 | 97-387  | 13 | 1     |
| Новокузнецк     | 7 | 1 | 0 | 6 | 116-280 | 10 | 0     |
| Юг              | 7 | 0 | 0 | 7 | 68-421  | 6  | -     |

Первый круг (в Крымске и Краснодаре)
1 апреля?

Пенза — Слава — 14:36
4 апреля (Крымск)

Красный Яр — Юг — 85:0

Пенза — Енисей-СТМ — 3:56 (3:41)

ВВА-Подмосковье — Университет — 84:3

Слава — Новокузнецк — 53:5
7 апреля

Пенза — Университет — 68:0 (31:0)

Слава — Красный Яр — 29:29 (19:18)

ВВА-Подмосковье — Енисей-СТМ — 18:16

Новокузнецк — Юг — 76:11
11 апреля

Пенза — Новокузнецк — 12:6 (0:6)

Красный Яр — ВВА-Подмосковье — 5:32 (5:22)

Слава — Университет — 67:9

Енисей-СТМ — Юг — 67:11
13 апреля

Красный Яр — Пенза — 44:3 (29:0)
14 апреля

Юг — Пенза — 12:40

ВВА-Подмосковье — Новокузнецк — 52:7

Енисей-СТМ — Слава — 23:17 (18:3)

Университет — Юг — 36:28
Второй круг
20 апреля

Енисей-СТМ — Университет — 48:0 (29:0)

ВВА-Подмосковье — Юг — +:-

Слава — Пенза — 36:14
22 апреля

Красный Яр — Университет — 75:25 (47:5)

Слава — Юг — 87:6

РК Пенза — ВВА-Подмосковье — 10:32
5 мая

ВВА-Подмосковье — Слава — 42:28 

Красный Яр — Енисей-СТМ — 10:18 (0:5)

Юг — РК Пенза — 12:40
9 мая ???

Университет — Новокузнецк — 24:17
10 мая

ВВА-Подмосковье — РК Пенза — 32:10 (24:0)
13 мая

Енисей-СТМ — Новокузнецк — 59:5 (19:0)

## Основной этап
17 мая

Университет — ВВА-Подмосковье — 15:61
20 мая

ВВА-Подмосковье — Университет — 98:10

21 мая

Слава — Енисей-СТМ — 5:3 (5:3)

Красный Яр — РК Новокузнецк — 58:14 (24:14)
24 мая

Енисей-СТМ — РК Новокузнецк — 58:10 (20:10)

25 мая

Слава — Университет — 95:0

26 мая

ВВА-Подмосковье — Красный Яр — 35:20 (13:3)
31 мая

Красный Яр — Университет — 77:0

1 июня

Енисей-СТМ — ВВА-Подмосковье — 24:21 (14:6)

Слава — РК Новокузнецк — 67:0
4 июня

Енисей-СТМ — Университет — 54:0 (19:0)

5 июня

ВВА-Подмосковье — РК Новокузнецк — 95:5 (38:0)
11 июня

РК Новокузнецк — Университет — 40:6
13 июня

Слава — Красный Яр — 22:19 (15:7)
20 июня

ВВА-Подмосковье — Слава — 48:16 (28:10)

21 июня

Красный Яр — Енисей-СТМ — 3:39 (3:15)
25 июня

РК Новокузнецк — Красный Яр — 17:30 (5:24)

26 июня

Енисей-СТМ — Слава — 34:19 (14:10)
29 июня 

Университет — Слава — 6:66
2 июля

Университет — Слава — 15:59
6 июля

Новокузнецк — Слава — 0:41
9 июля

Университет — Красный Яр — 0:41

Новокузнецк — Енисей-СТМ — 3:57
14 июля

Университет — РК Новокузнецк — 16:12
16 июля

Слава — ВВА-Подмосковье — 9:13 (3:5)

Енисей-СТМ — Красный Яр — 39:15 (22:8)

Университет — Новокузнецк — 7:43
20 июля

Университет — Енисей-СТМ — 12:66 (3:40)

21 июля

РК Новокузнецк — ВВА-Подмосковье 25:49

23 июля

Красный Яр — Слава — 17:17 (10:10)
26 июля 

Университет — ВВА-Подмосковье — 0:81

27 июля

Енисей-СТМ — Слава — 15:9 (3:3)

30 июля

Красный Яр — Новокузнецк — 49:3 (27:3)
5 августа

ВВА-Подмосковье — Красный Яр — 36:10

Енисей-СТМ — Новокузнецк — 35:10 (15:3)
13 августа

Енисей-СТМ — ВВА-Подмосковье — 13:19 (10:9)

14 августа

Красный Яр — Университет — 58:8
20 августа

РК Новокузнецк — Университет — 64:10 (33:5) 

ВВА-Подмосковье — Слава — 40:0 (34:0) 

Красный Яр — Енисей-СТМ — 19:16 (7:3)
27 августа 

Енисей-СТМ — Университет — 46:3 (27:3)

ВВА-Подмосковье — Новокузнецк — 50:5 (33:5)

Слава — Красный Яр — 19:13 (12:6)
31 августа

Слава — Новокузнецк — 30:22
1 сентября

ВВА-Подмосковье — Енисей-СТМ — 24:0 (10:0)
10 сентября

Красный Яр — ВВА-Подмосковье — 20:37 (10:10)
16 сентября (?)

ВВА-Подмосковье — Университет — ???

17 сентября (?)

Новокузнецк — Красный Яр — 24:29 

Слава — Енисей-СТМ — 16:21 (3:3)
20 сентября 

Слава — Университет — 81:0 (33:0) 

21 сентября 

Новокузнецк — Енисей-СТМ — 10:34 (10:17)

24 сентября 

Красный Яр — ВВА-Подмосковье — 23:44 (8:26)
30 сентября

ВВА-Подмосковье — Енисей-СТМ — 16:8 (11:8)

Университет — Красный Яр — 15:44

РК Новокузнецк — Слава — 17:41
7 октября

Енисей-СТМ — Красный Яр — 34:10 (15:0)

Слава — ВВА-Подмосковье — 10:48 (3:26)
12 октября 

Енисей-СТМ — Университет — 53:10 (29:0)

14 октября 

Новокузнецк — ВВА-Подмосковье — 15:46 (7:24)

Красный Яр — Слава (Москва) — 3:22 (3:0)
| Команда         | И  | В  | Н | П  | РИО      | О  | Бонус |
| --------------- | -- | -- | - | -- | -------- | -- | ----- |
| ВВА-Подмосковье | 20 | 19 | 0 | 1  | 938-233  | 82 | 5     |
| Енисей-СТМ      | 20 | 15 | 0 | 5  | 649-234  | 69 | 4     |
| Слава           | 20 | 12 | 1 | 7  | 644-334  | 59 | 2     |
| Красный Яр      | 20 | 9  | 1 | 10 | 558-44   | 50 | 2     |
| Новокузнецк     | 20 | 3  | 0 | 17 | 339-808  | 29 | 0     |
| Университет     | 20 | 1  | 0 | 19 | 138-1216 | 24 | 1     |

## Самые результативные игроки
| №  | Игрок           | Клуб            | Попытки | Реализации | Штрафные | Дроп-голы | Всего очков |
| -- | --------------- | --------------- | ------- | ---------- | -------- | --------- | ----------- |
| 1  | Павел Ершов     | Слава           | 3       | 58         | 24       | 0         | 203         |
| 2  | Виктор Моторин  | ВВА-Подмосковье | 1       | 45         | 17       | 0         | 146         |
| 3  | Павел Новиков   | Енисей-СТМ      | 6       | 23         | 21       | 0         | 139         |
| 4  | Артем Лубков    | Красный Яр      | 6       | 23         | 13       | 0         | 115         |
| 5  | Юрий Кушнарев   | ВВА-Подмосковье | 4       | 30         | 8        | 0         | 104         |
| 6  | Олег Кобзев     | ВВА-Подмосковье | 20      | 0          | 0        | 0         | 100         |
| 7  | Андрей Гарбузов | Красный Яр      | 18      | 0          | 0        | 0         | 90          |
| 8  | Евгений Титов   | Новокузнецк     | 5       | 20         | 5        | 0         | 80          |
| 9  | Михаил Бабаев   | ВВА-Подмосковье | 14      | 0          | 0        | 0         | 70          |
| 10 | Андрей Кузин    | ВВА-Подмосковье | 13      | 0          | 1        | 0         | 68          |

## Высшая Лига
| Конференция «Запад»        | И  | В  | Н | П  | РИО     | О  |
| -------------------------- | -- | -- | - | -- | ------- | -- |
| РК Пенза (Пенза)           | 10 | 10 | 0 | 0  | 614-78  | 40 |
| «Слава-Зенит» Москва       | 10 | 6  | 1 | 3  | 301-125 | 27 |
| Фили                       | 10 | 5  | 1 | 4  | 219-168 | 26 |
| «ВВА-Подмосковье-2» Монино | 10 | 4  | 0 | 6  | 204-311 | 22 |
| Зеленоград                 | 10 | 4  | 0 | 6  | ??-??   | 22 |
| РК «Липецк»                | 10 | 0  | 0 | 10 | 58-563  | 10 |

| Конференция «Юг»           | И | В | Н | П | РИО     | О  |
| -------------------------- | - | - | - | - | ------- | -- |
| «Радуга» Таганрог          | 4 | 4 | 0 | 0 | 228-39  | 16 |
| «Регби-Н» Нальчик          | 4 | 2 | 0 | 2 | 136-105 | 10 |
| «Серебряный овал» Таганрог | 4 | 0 | 0 | 4 | 16-236  | 4  |

| Конференция «Восток»      |
| ------------------------- |
| РК «Сибирь» (Красноярск)  |
| Енисей-СТМ-2 (Красноярск) |
| Красный Яр-2 (Красноярск) |
| Политехник (Красноярск)   |
| Строитель (Красноярск)    |
| Заря (Абакан)             |

| Финальный турнир      | В | Н | П | РИО    | О  |
| --------------------- | - | - | - | ------ | -- |
| РК Пенза (Пенза)      | 3 | 0 | 0 | 120-14 | 12 |
| «Сибирь» (Красноярск) | 2 | 0 | 1 | 73-62  | 9  |
| Фили                  | 1 | 0 | 2 | 42-79  | 6  |
| «Радуга» Таганрог     | 0 | 0 | 3 | 33-113 | 3  |

Турнир прошёл в Таганроге с 7 по 13 октября.
7 октября
Пенза — Радуга — 40:6 (14:6)
9 октября
Пенза — Сибирь — 28:5 (8:0)
Фили — Радуга — 27:5
10 сентября?
Пенза — Фили — 52:3 (31:3)
Сибирь — Радуга — 46:22
13 сентября
Сибирь — Фили — 22:12